# Ikenne
Ikenne é uma área de governo local no estado de Ogun, na Nigéria. Sua sede fica na cidade de Ikenne.
Ikenne é uma cidade após Sagamu, antes de Odogbolu e perto Ilisan - Remo. Possui uma área de 144 km² e uma população de 119,117 no censo de 2006.
O código postal da área é 121.